# Telefos
Telefos (řecky: Τήλεφος, Telefos) – syn Hérakla a tegejské princezny Auge, hrdina Pergamonu, je postava z řecké mytologie. Jeho mýtus souvisí s Héraklovým cyklem a Trojským cyklem.

## Narození
Télefos byl synem Hérakla a Auge. Podle starší verze mýtu byla Auge u dvora trojského krále Láomedóna. Hérakles s ní obcoval  poté, co dobyl Tróju. Odtud se za nejasných okolností měla se synem přestěhovat do Mýsie 

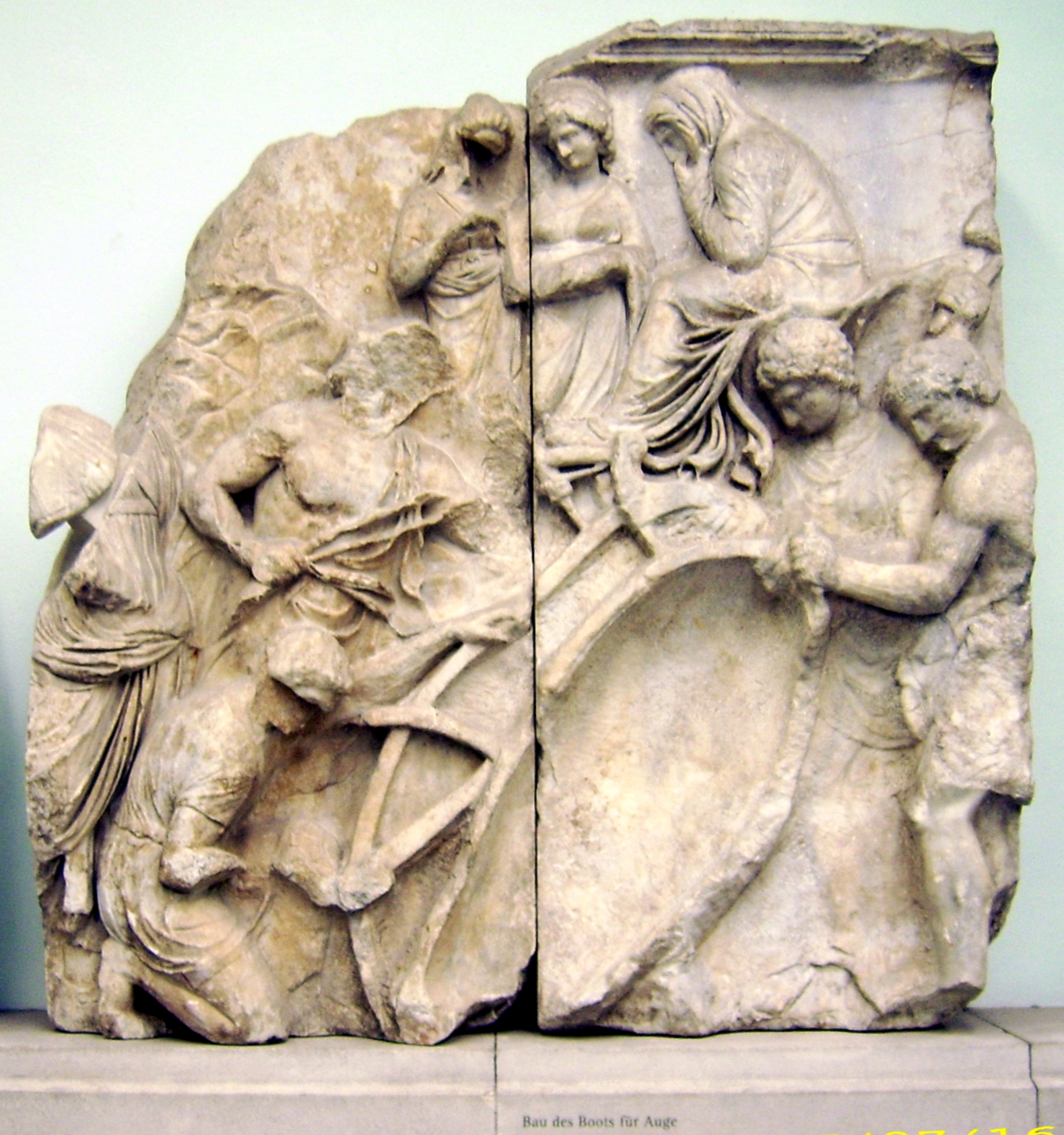
Tesaři staví člun, kterým má být Auge vyvezena na moře. (Reliéf z pergamonského oltáře).

Podle Pseudo-Apollodory byla Auge dcerou krále Tegei, Aleose. Tomu věštkyně v Delfách Pýthia k narození Telefa předpověděla, že syn jeho dcery zabije dva bratry jeho manželky. Aby tomu zabránil, učinil Auge kněžkou ve chrámu Athena Allea a vyhrožoval, že ji zabije, pokud poruší své sliby cudnosti. V Tegei se však zastavil Héraklés, který jel proti králi Augiovi nebo se vracel ze Sparty. Aleos ho pohostil v Athénském chrámu a Héraklés, omámený vínem, když uviděl krásnou Augu, jak si pere šaty u kašny, znásilnil ji. Když Aleos zjistil, že jeho dcera je těhotná, zavřel ji do skříně a hodil do moře. Pod ostražitým okem bohyně Atheny skříň odplula směrem k Malé Asii a zastavila se u ústí řeky Kaikos. Skříň s princeznou našel Teuthras, král Mýsijské Teuthranie. Oženil se s Auge a jejího syna adoptoval. 
Podle jiné verze mýtu Aleos zatáhl plačící Auge na tegejskou agoru, ale neměl odvahu k tomu, aby ji na veřejnosti zabil. Přesvědčil proto sousedního krále Nauplia, aby ho zachránil a Auge utopil. Nauplios vzal těhotnou ženu a prodal ji obchodníkovi z Kárie, který ji dále prodal Teutrasovi. Ten se s ní oženil a Telefa adoptoval.
Existuje také verze, podle které se Auge a Telefos oddělili. Na cestě do Nauplionu měla Auge na hoře Parthenos porodní bolesti. Pod nějakou záminkou odešla do lesa, porodila syna a uschovala jej v lesní houštině. V Nauplionu se král rozhodl, že ji místo utopení dobře prodá na otrokářském trhu. Koupil si ji obchodník z Kárie a od něj pak Teutras. Doplutí Auge s malým Telefem do řeky Kaikos, zobrazený na reliéfu oltáře v Pergamonu a na pergamonských mincích, vysvětluje, jak tegejští kolonisté přenesli kult Auge do Mysie. Tento mýtus pravděpodobně odráží migraci Arkadijců do Mýsie, způsobenou pravděpodobně útiskem Achájů.

## Nalezení matky

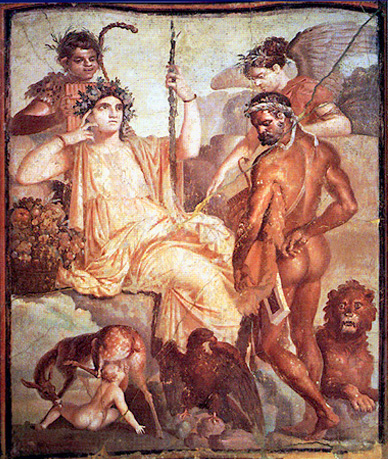
Herakles poznává svého syna Telea (v levé dolním rohu) při pobytu v Arkádii. Freska z Herculanea (Národní archeologické muzeum, Neapol).

Télefos, kojený na hoře Parthenion laní, byl nalezen pastýři krále Korytose. Dali mu jméno έλαφος, které odkazovalo na jelena nebo na laň a vzali dítě ke králi. Stejní pastýři také v horách našli  Parthenopaia, kterého opustila Atalanta a později se stal Telefovým společníkem. Když Telefos dosáhl mužnosti, odešel do Delf, aby se zeptal na své rodiče. Tam dostal proroctví, aby vyplul na moře a nalezl krále Teuthra v Mýsii. U něj se setkal s Auge, manželkou krále. Ta mu řekla, že je jeho matkou a že jeho otcem je Hérakles. Telefos své matce uvěřil, protože byl Héraklovi velmi podobný. Teutras jej oženil se svou dcerou Argiope a ustanovil ho svým nástupcem. Prsten, který Hérakles dal Auge, když ji opustil s dítětem narozeným v horách, hrál možná velkou roli v rozpoznávací scéně.
V jiné verzi mýtu žil Telefos v Tegei a náhodně zabil své strýce Hippotoose a Nereuse aniž by věděl kdo jsou. Byl z Tegei vyhnán a odešel do Delf. Věštba mu poradila, aby šel do Mysie ke králi Teuthrasovi, a celou cestu mlčel, dokud ho král Mysie neočistí. „Ticho Telephose“ se stalo příslovím. Na cestě proto místo něho mluvil Parthenopaios. Známý Argonaut Idás, syn Afarea, se chtěl zmocnil trůnu Mysie a obléhal krále Teuthra. Zoufalý Teuthras slíbil Télefovi ruku své adoptivní dcery Auge, když zachrání jeho moc nad Mysií. Telefos s pomocí Parthenopaia v bitvě Idase zabil. Auge, zaslíbená Telefovi jako manželka, svého syna nepoznala. Nicméně, věrna vzpomínce na Hérakla, si na svatební noc vzala meč, kterým by jistě Telefa zabila, kdyby bohové neposlali velkého hada na svatební lože, aby je oddělil. Vyděšená Auge upustila meč a přiznala svůj úmysl Télefa zabít. Télefos na základě inspirace pak svou matku poznal. Padli si do náruče a další den se vrátili do své vlasti s Teuthrasovým požehnáním.Hrob Auge má být v Pergamonu na břehu řeky Kaikos. Jeho obyvatelé se považovali za potomky arkadijských emigrantů, kteří přišli do Asie s Télefem a Télefa proto uctívali jako kultovního hrdinu. Byl také uctíván na hoře Parthenion v Arkadii a ctěn v Tegei, kde byl zobrazen na štítu chrámu Athény Alea, jak bojuje s Achillem.

## Válka s Řeky

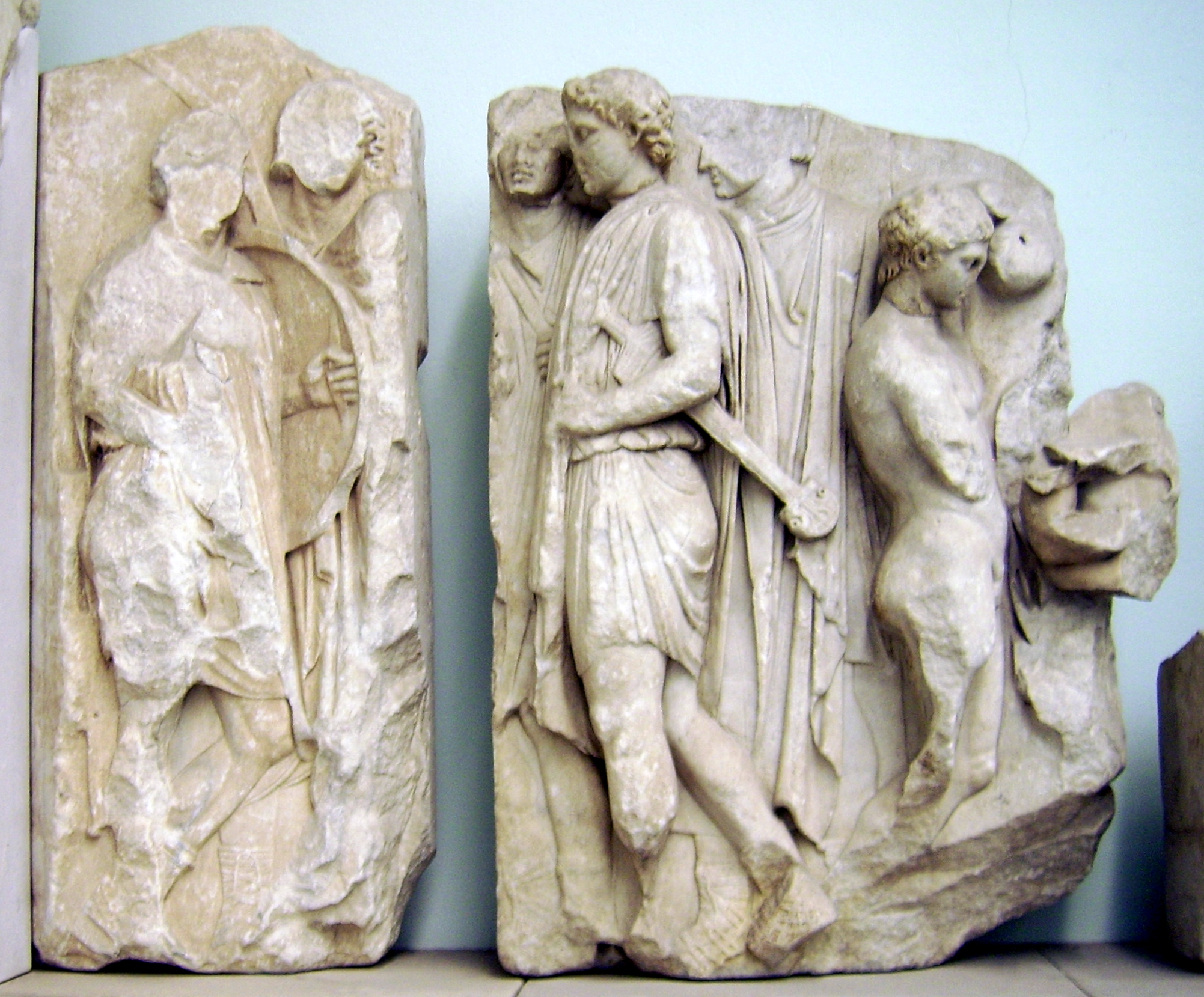
Telefos je vítán v Argu - deska Telephosova vlysu z Pergamonského oltáře. Desky 36 a 38

Během první výpravy proti Tróji přistála řecká vojska v Mysii. Řekové si mysleli, že jsou v Troadě a začali drancovat zemi. Podle jiné verze záměrně zaútočili na Mysii, aby zabránili Priamovi vyhledat pomoc u Mysijců.  Král Telefos zahnal útočníky zpět na lodě a zabil Thersandra, syna thébského Polynejka. Když se však proti němu postavili Achilles a Patroklos, otočil se a uprchl podél řeky Kaikos. V té době byl do věci zapojen také bůh Dionýsos. Řekové mu totiž obětovali ještě na ostrově Délos ale Mysijci ho ignorovali. Bůh proto potrestal Télefa tím, že se mu noha zapletla do vinné révy, která náhle vyrostla ze země. Achilles mu pak probodl stehno oštěpem. Během těchto bojů byla zabita také Télefova manželka Hiera, která se v čele mysijských žen obrátila proti nepříteli. Po těchto událostech Řekové odpluli hledat Tróju. Protichůdné větry však celou jejich flotilu rozptýlily.
O osm let později se Řekové znovu shromáždili v Aulidě proti Tróji, ale opět neznali cestu. Rána způsobená Télefovi Achillem se dosud nezhojila. Apollo králi prozradil, že ho uzdraví to, co ho zranilo. Télefos se tedy vydal na cestu do Aulidy. Jiní říkají, že šel do Mykén a v žebráckých hadrech (jak napsal Eurípidés) stanul před Agamemnonem. Nabídl Řekům, že jim ukáže cestu do Tróje, když ho Achilles vyléčí. Achilles, poučený o důležitosti proroctví Odysseem, přiložil na Télefovu ránu trochu rzi ze sváho oštěpu smíchané s bylinou achilleos a tím ho uzdravil. Euripides píše, že na radu Klytaimnéstry unesl Telefos malého Oresta z jeho kolébky a vyhrožoval, že ho zabije, pokud Řekové nepřesvědčí Achilla, aby ho uzdravil. Není jisté, zda Telefos nakonec Řeky k Tróji vedl, nebo jim jen ukázal cestu. Existuje verze, podle které král odmítl plout do Tróje, s odvoláním na to, že jeho manželka Laodike, zvaná také Hiera nebo Astyoche, byla dcerou Priama, ale Řekům ukázal, jakým směrem by se měli vydat. Agamemnon se přes Kalcháse ujistil, že jeho rada je pravdivá.

## Telefos v literatuře
Příběh Telefova narození, jeho opuštění a poznání matkou po mnoha letech na základě toho, že nápadník zanechal prsten, představil Euripides ve ztracené hře Auge.
Sofoklés v Aleadai vypráví o náhodné vraždě Hippotoose a Pereuse a o pozdějším očištění hrdiny, v Mysoi pak nejpravděpodobněji o záchraně Teutra před Idasem a o dramatickém poznání syna matkou v manželské posteli. Události v Argosu, prosba o uzdravení rány, únos malého Oresta a jednání s Argosany zase popsal Euripidés v tragédii Telephos. Všechny tyto hry jsou ztracené.

## Potomstvo
Telefos měl tři syny. Tarchon a Tyrsenos (nebo Tyrrenos), synové Hiery, se po pádu Tróje stěhovali do Etrurie. Informace o nich poskytují Lycophron, Dionýsios z Halikarnassu a Jan Tzetzes. Eurypylos byl přesvědčen svou matkou Astyoché, a navzdory slibu, který dal svému otci, že se nezúčastní války proti Řekům, vyrazil do Tróje, a tam zahynul. Někdy je za dceru Télefa také považována Roma, provdaná za Aineiása, jednoho z lidí, kterému se připisuje účast na vzniku Říma..

## Rodokmen
Telefos był potomkiem Arkasa, syna Dia a  Kallisto.
|                    |                    |         |         |           |                       |                       |           |          |                    |                     |                            |                            |
|                    |                    |         |         | Zeus      | Zeus                  | Kallisto              | Kallisto  |          |                    |                     |                            |                            |
|                    |                    |         |         |           |                       |                       |           |          |                    |                     |                            |                            |
|                    |                    |         |         |           |                       |                       |           |          |                    |                     |                            |                            |
|                    |                    |         |         |           | Arkas (král Arkadie)  |                       |           |          |                    |                     |                            |                            |
|                    |                    |         |         |           |                       |                       |           |          |                    |                     |                            |                            |
|                    |                    |         |         |           |                       |                       |           |          |                    |                     |                            |                            |
| Azan (král Azanie) | Azan (král Azanie) |         |         |           | Elatos (král Kyllene) | Elatos (král Kyllene) |           |          |                    | Afidas (král Tegei) | Afidas (král Tegei)        |                            |
|                    |                    |         |         |           |                       |                       |           |          |                    |                     |                            |                            |
|                    |                    |         |         |           |                       |                       |           |          |                    |                     |                            |                            |
| Klitor             | Klitor             | Ajpytos | Ajpytos | Ischys    | Ischys                | Stymfalos             | Stymfalos |          |                    |                     |                            |                            |
|                    | Kajnis             | Kajnis  | Kyllen  | Kyllen    | Pereus                | Pereus                |           |          |                    |                     |                            |                            |
|                    |                    |         |         |           |                       |                       |           |          |                    |                     |                            |                            |
|                    |                    |         |         |           |                       |                       |           |          |                    |                     |                            |                            |
|                    |                    |         |         |           | Pereus                | Pereus                | Neajra    | Neajra   | Aleos (král Tegei) | Aleos (král Tegei)  | Steneboja(królowa Tirynsu) | Steneboja(królowa Tirynsu) |
|                    |                    |         |         | Hippotoos |                       |                       |           |          |                    |                     |                            |                            |
|                    |                    |         |         |           |                       |                       |           |          |                    |                     |                            |                            |
|                    |                    |         |         |           |                       |                       |           |          |                    |                     |                            |                            |
|                    |                    |         |         |           |                       | Auge                  | Auge      | Kefeus   | Kefeus             | Likurg              | Likurg                     |                            |
|                    |                    |         |         |           |                       |                       |           |          |                    |                     |                            |                            |
|                    |                    |         |         |           |                       | Telefos               |           |          |                    |                     |                            |                            |
|                    |                    |         |         |           |                       |                       |           |          |                    |                     |                            |                            |
|                    |                    |         |         |           |                       |                       |           |          |                    |                     |                            |                            |
|                    |                    |         |         | Eurypylos | Eurypylos             | Tarchon               | Tarchon   | Tyrsenos | Tyrsenos           | Roma                | Roma                       |                            |